# Вајн (Арканзас)
Вајн (енгл. Wynne) град је у америчкој савезној држави Арканзас.

## Демографија
По попису из 2010. године број становника је 8.367, што је 248 (-2,9%) становника мање него 2000. године.
| Група             | 2000.         | 2010.         |
| Белци             | 5.640 (65,5%) | 5.409 (64,6%) |
| Афроамериканци    | 2.784 (32,3%) | 2.631 (31,4%) |
| Азијати           | 41 (0,5%)     | 73 (0,9%)     |
| Хиспаноамериканци | 89 (1,0%)     | 160 (1,9%)    |
| Укупно            | 8.615         | 8.367         |